# Drag Race Brasil
Drag Race Brasil é um reality show brasileiro baseado na série original americana, RuPaul's Drag Race. A série é transmitida pela WOW Presents Plus desde 30 de agosto de 2023, com apresentação da drag queen e cantora brasileira Grag Queen, vencedora do concurso musical Queen of the Universe.

## Produção
Originalmente, em 2017, a Endemol Shine Brasil realizou uma parceria com a Passion Distribution e adquiriu os direitos de produção para criar uma adaptação brasileira de RuPaul's Drag Race. Na ocasião, RuPaul não tinha conhecimento sobre tal adaptação.
No entanto, ao final de 2020, a produtora "abriu mão" dos direitos da adaptação brasileira do reality show, segundo a mesma devido ao contexto de ascensão do conservadorismo no Brasil.
Quase dois anos depois, a World of Wonder, produtora por trás de RuPaul's Drag Race, postou em 8 de agosto de 2022 três chamadas de elenco nas suas redes sociais. As chamadas de elenco eram para novas adaptações de Drag Race em potencial no Brasil, Alemanha e México. O prazo para os concorrentes em potencial foi definido para 26 de agosto, com o prazo para envio do vídeo de audição definido para 9 de setembro de 2022.
Em dezembro do mesmo ano, foi confirmado que as novas edições da franquia Drag Race estreariam na MTV e Paramount+ em seus respectivos territórios.
No dia 12 de julho de 2023, a drag queen e cantora brasileira Grag Queen foi confirmada como apresentador(a) da competição. Grag havia ficado conhecida por vencer a primeira temporada do reality show musical Queen of the Universe, produzido pela World of Wonder.

## Temporadas

### Temporada 1 (2023)
A primeira temporada de Drag Race Brasil estreou em 30 de agosto de 2023. Ela foi exibida pela MTV e Paramount+ na América Latina, incluindo Brasil, e pela WOW Presents Plus internacionalmente.
A vencedora desta primeira edição foi a drag carioca Organzza, com Betina Polaroid, Hellena Malditta e Miranda Lebrão como finalistas. Aquarela foi eleita Miss Simpatia pelas concorrentes.

### Temporada 2 (2025)
A segunda temporada de Drag Race Brasil estreará em 10 de julho de 2025. Ela será exibida pela WOW Presents Plus.
O elenco desta edição foi revelado no dia 3 de junho e traz 10 queens concorrendo pela coroa e pelo prêmio em dinheiro.